# アレキサンダー・シュライハー ASK 23
シュライハー ASK 23
- 用途：滑空機
- 設計者：ルドルフ・カイザー
- 製造者：アレクサンダー・シュライハー
- 初飛行：1983年10月
- 生産数：153機

アレキサンダー・シュライハー ASK 23は、アレキサンダー・シュライハー社製のT字型尾翼を持つクラブクラス単座グライダーである。ルドルフ・カイザー（en:Rudolf Kaiser）が設計したグライダーとしては最後のモデルである。

## 概要
ASK 23は、Ka 8やASK 18の後継機として設計された、操縦のしやすい初期の単座機である。コックピット配置は複座機のアレキサンダー・シュライハー ASK 21と似た機体である。ASK 23は、繊維強化プラスチック（GFRP）を素材としてハニカム構造が用いられ、フラップはなく、前輪と固定式のテールスキッドを有する（テールスキッドはオプションで後輪に換装可能）。
初飛行は1983年10月に行われた。初期型は体重140kgまでのパイロットに対応していたが、後のASK 23B型で120kgに制限された。初期型が51機、B型機が102機製造された。

## 仕様
出典：Jane's All the World's Aircraft 1988-89

### 一般仕様
- 乗員:1人
- 全長:7.1m
- 全幅:15m
- 全高:1.4m
- 翼面積:12.9m2
- アスペクト比:17.4
- 翼型:Wortmann FX-61-168/Wortmann FX-60-126
- 無積載時重量:230kg（B型は235kg）
- 最大離陸重量:380kg（B型は360kg）

### 性能
- 失速速度（VS）: 60km/h
- 超過禁止速度（VNE）:最大220km/h
- 制限運動荷重倍数: +5.3 / -2.65
- 最良滑空比: 34（80km/h時）
- 最小沈下速度:0.62 m/s（74km/h時）
- 翼面荷重: 29.5kg/m2（B型は27.9kg/m2）